# Jung Ji-hyun
Jung Ji-hyun (en coreano: 정 지현; Seúl, 26 de marzo de 1983) es un luchador surcoreano de lucha grecorromana. Participó en tres Juegos Olímpicos. Ganador de una medalla de oro en Juegos Olímpicos de Atenas 2004, en la octavo posición en Juegos Olímpicos de Londres 2012 y un noveno puesto en Juegos Olímpicos de Pekín 2008 en la categoría de 60 kg. Compitió en tres campeonatos mundiales. Consiguió dos medallas de bronce, en 2007 y 2010. Ganó la medalla de oro en los Juegos Asiáticos de 2014 y de plata en 2010; sexto en 2002. Campeón Asiático de 2004, 2006 y 2014. Segundo en la Universiada 2005. Cuatro veces representó a su país en la Copa del Mundo, en el 2011 clasificándose en la primera posición, en 2012 consiguiendo un 2.º puesto. 